# Tramwaje w Port-of-Spain
Tramwaje w Port-of-Spain − zlikwidowany system komunikacji tramwajowej w stolicy Trynidadu i Tobago, Port-of-Spain.

## Historia
W 1879 New Yorker nabyło prawo do budowy tramwajów. Zajezdnię tramwajową zbudowano w pobliżu dworca. Od dworca rozchodziły się dwie linie do Queens Park Savannah, które tworzyły pętlę wokół parku. Zbudowano jeszcze dwie linie:
- niebieska: do Frederick Street
- czerwona: przez South Quay, St Vincent Street i Cipriani Boulevard

Wszystkie linie tramwaju konnego otwarto 29 maja 1883. Spółka Belmont Tramway Company rozpoczęła budowę tramwajów elektrycznych w Port-of-Spain w 1893. 1 października 1894 zamówiono otwarte tramwaje z JG Brill Company w Filadelfii. Pierwsze jazdy testowe przeprowadzono 18 maja 1895, a oficjalna inauguracja ruchu nastąpiła 26 czerwca. Linia tramwajowa została poprowadzona od dworca kolejowego przez Frederick St. i wzdłuż Queen's Park East. Nowa spółka Trinidad Electric Company rozpoczęła budowę tramwajów elektrycznych, które wcześniej zlikwidowano. Nowa zajezdnia powstała na końcu Park Street. 24 stycznia 1902 zamówiono 15 wagonów do obsługi linii tramwaju elektrycznego z JG Brill. Wagony były ponumerowane od nr 1 do nr 15. Po raz drugi tramwaje elektryczne w Port-of-Spain uruchomiono w lipcu 1902. Szerokość torów wynosiła 1435 mm. W 1903 zamówiono 5 podobnych tramwajów, a w 1904 kolejne 4. Wszystkie tramwaje ponumerowano od 16 do 24. W 1918 wybudowano linię do Laventille. Wówczas w mieście były 22 km tras tramwajowych po których kursowało 24 wagony silnikowe. W 1937 spółka Trinidad Electric Company została przejęta przez państwo. Od tej pory tramwaje były obsługiwane przez Trinidad Electricity Board. Nowy operator zlikwidował pętlę wokół Queen's Park Savannah zlikwidowano również linię od Cocorite do Four Roads. 31 marca 1950 zlikwidowano linie do St. Clair i St. Ann's likwidując tym samym całą sieć tramwajową. Prawdopodobnie ruch tramwajów wznowiono w 1953 lub 1954 na linii do Belmont, by go zawiesić w drugiej połowie lat 50. XX w. Linie tramwajowa zastępowano trolejbusami, które także zlikwidowano w drugiej połowie lat 50.